# Kenya
Kenya és un estat de l'Àfrica oriental, limitat al nord pel Sudan del Sud i Etiòpia, a l'est per Somàlia i per l'oceà Índic, al sud per Tanzània i a l'oest per Uganda. El llac Victòria està situat al sud-oest i està compartit amb Uganda i Tanzània. La seva capital és Nairobi. El país s'estén sobre 580.367 km² de superfície i la seva població és de 39 milions de persones amb gent de nombroses cultures i orígens. El nom del país es deu al Mont Kenya, un lloc tradicional del país i la segona muntanya més alta d'Àfrica. Kenya també és coneguda per la seva biodiversitat en animals i per una gran varietat d'ecosistemes.
Kenya té 47 districtes, cadascun d'ells amb un govern semiautònom respecte al govern central de Nairobi. Geogràficament, Kenya es divideix en diverses àrees amb una demografia molt variable, existint zones de sabana, àrides i semiàrides, a més d'una gran costa amb l'oceà Índic. Les regions centrals i l'occident tenen boscos i muntanyes, mentre que les regions del nord són més àrides.
Com a part de l'Est d'Àfrica, Kenya ha estat llar de l'home des del Paleolític inferior. L'expansió bantu va aconseguir dominar l'àrea en el primer mil·lenni abans de la nostra era, i els límits de l'estat modern comprenen els passos de les àrees lingüístiques i culturals de la Nil-Sahariana, l'afro-asiàtica i la bantu, per la qual cosa Kenya ha estat un país multiètnic des dels seus orígens. La presència europea i àrab a Mombasa es remunta als principis de l'edat moderna, però l'exploració de l'interior va començar al segle xix. L'Imperi Britànic va establir el Protectorat de l'Est d'Àfrica el 1895, conegut com la Colònia de Kenya des de 1920. La República Independent de Kenya es va establir el 1963.
La capital de Kenya, Nairobi, és una ciutat de gran importància comercial a Àfrica. L'economia de Kenya és a més la de major producte intern brut de la regió Est i Central d'Àfrica. El país ha estat productor tradicional de te i cafè, i més recentment s'ha dedicat a l'exportació de flor tallada a Europa. Cada vegada més Kenya s'està dedicant a la indústria de les telecomunicacions. Kenya és també una potència mundial de l'esport, donant els millors atletes com el campió Paul Tergat i més recentment David Rudisha.

## Etimologia

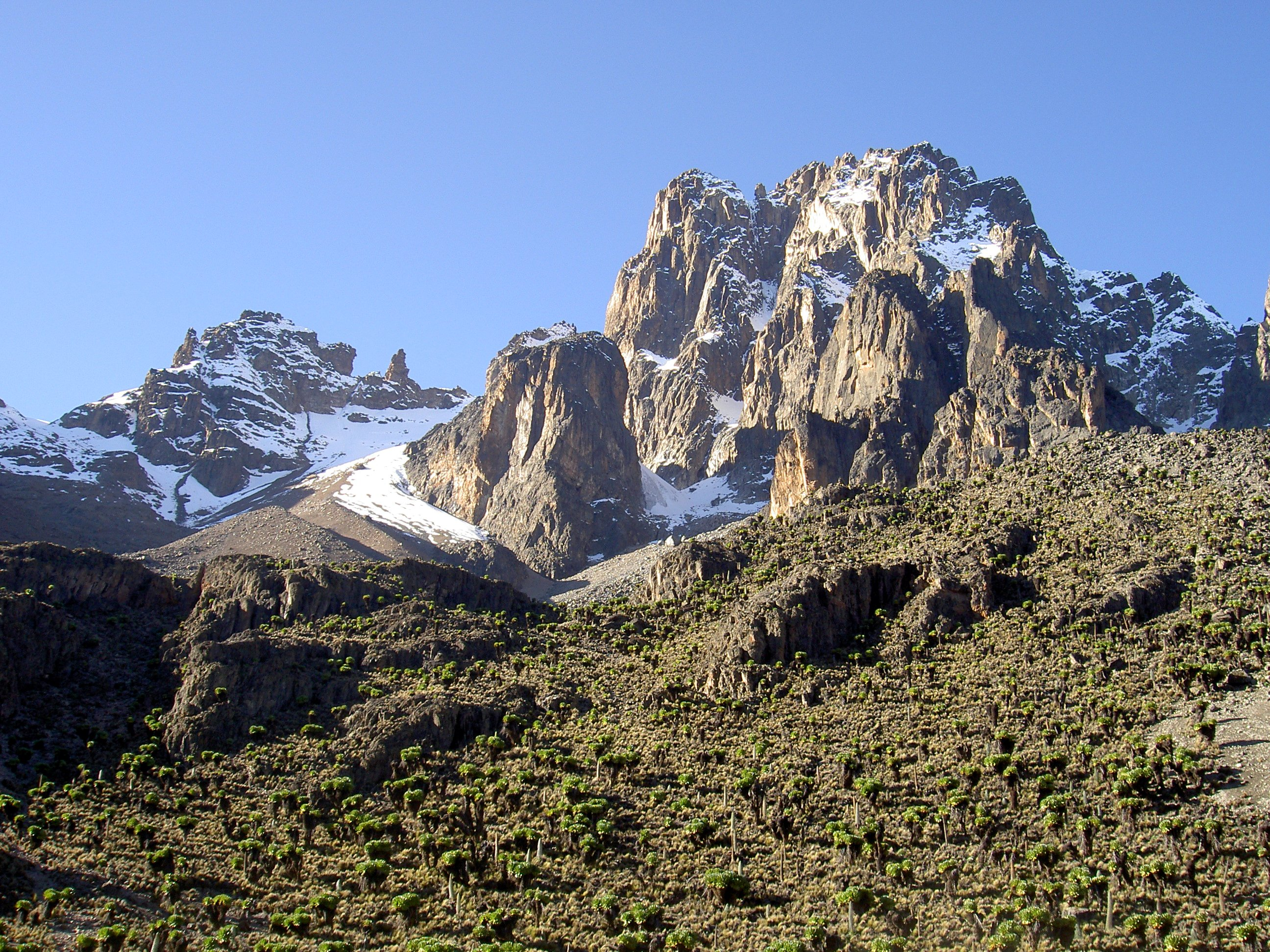
Mont Kenya, el cim més alt de Kenya i el segon més alt d'Àfrica.

El país pren el seu nom del Mont Kenya, el cim més alt del país. El nom significa 'muntanya lluminosa' en una de les llengües locals. El topònim original en suahili és Kenya, terme que és utilitzat a nivell estatal en totes les llengües estrangeres, com succeeix amb els textos en català d'algunes organitzacions internacionals, com les Nacions Unides, de manera que el topònim prescrit per al català és "Kenya".
La pronúncia correcta del nom del país, Kenya, no és pas /'kɛnia/, ni /'kɛnja/, ni s'escriu Kènia sinó que és: /'kɛɲa/, ja que en suahili el dígraf ny es pronuncia igual que en català. Això ho confirma l'Institut d'Estudis Catalans: en el seu Diccionari de la llengua catalana, apareix l'entrada kenyà: "Natural de Kenya" / "Relatiu o pertanyent a Kenya o als seus habitants"; i també la Gran Enciclopèdia Catalana, que només admet «Kenya» com a nom català per a l'esmentat país. El gentilici majoritari i recomanat és kenyà; no obstant això, també es fan servir les formes keniata i kenià.

## Història
La història colonial de Kenya va començar amb la creació d'un protectorat alemany sobre possessions del soldà del Zanzíbar, després de l'arribada de la Companyia Imperial Britànica de l'Àfrica Oriental el 1888. Les rivalitats entre aquests dos països van cessar quan Alemanya va renunciar a les seves possessions costaneres en favor del Regne Unit el 1890.
El Govern britànic hi estableix el 1895 el British East Africa, i el 1902 permet als colons blancs accedir a les altes planes fèrtils. Aquests colons van tenir una influència en el Govern abans mateix que la colònia, oficialment, fos declarada de la Corona el 1920, però va excloure els africans de la participació política directa fins al 1944. D'octubre del 1952 a desembre del 1959, la rebel·lió de Mau Mau combaté la llei colonial britànica. Els responsables britànics van fer, llavors, participar cada vegada més els africans en els processos governamentals, amb la finalitat de tallar als rebels el seu suport.
Les primeres eleccions directes per a la població autòctona en el Consell Legislatiu van tenir lloc el 1957. Tot i que els britànics van esperar transmetre el poder a un grup moderat, va ser Kenya African National Union (KANU) de Jomo Kenyatta, membre de la tribu dels kikuiu i antic pres sota la llei marcial, qui formà el primer Govern poc després de la independència del país, el 12 de desembre del 1963. Un any més tard, Kenyatta esdevenia el primer president de la República.
El 1964, el partit minoritari Kenya African Democratic Union (KADU), coalició de petites tribus, tement la sobirania de la més gran, s'autodissolgué i s'incorporà a la KANU. El 1966, es creà Kenya People's Union (KPU), un partit petit però de gran rellevància. Fou dirigit per Jaramogi Oginga Odinga. Després d'una visita de Kenyatta a la província de Nyanza, el KPU fou prohibit i el seu cap empresonat. A la mort de Kenyatta, el 22 d'agost de 1978, el vicepresident Daniel Arap es converteix en president provisionalment, i després president oficialment el 14 d'octubre, després d'haver estat triat cap del KANU i designat com el seu sol candidat.
Al juny de 1982, l'Assemblea Nacional proclama la Constitució en el Parlament el desembre de 1991. Rebutja l'únic partit, però aquesta clàusula el desembre de 1992 de les eleccions multipartidistes donen al KANU i al seu cap la majoria dels escons, i és reelegit per a un mandat de cinc anys, mentre que els partits d'oposició s'apoderen d'un 45% aproximadament dels escons parlamentaris. El nombre de partits polítics va passar d'11 a 26 arran d'una liberalització al novembre de 1997.
Després d'una curta victòria en les eleccions de desembre de 1997, el KANU va conservar la majoria parlamentària, i es va triar de nou. No podent constitucionalment tornar a presentar-se al desembre de 2002, va intentar sense èxit fer d'Uhuru Kenyatta, fill del primer president de Kenya, el seu successor. Una coalició dispar de partits d'oposició va guanyar les eleccions, i la seva cúpula, va triar Mwai Kibaki, antic vicepresident, per a president per una àmplia majoria.

### Història colonial

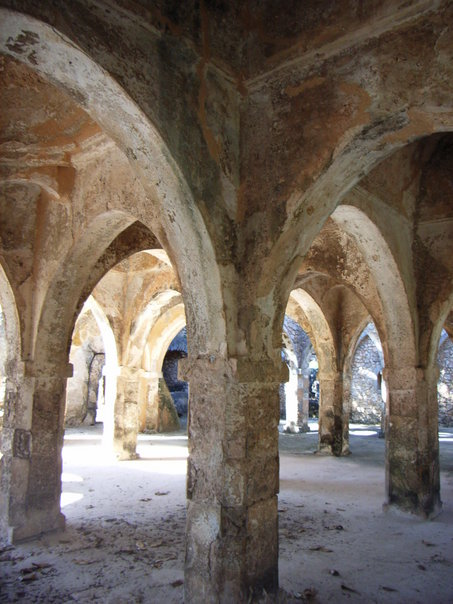
La Gran Mesquita de Kilwa Kisiwani.

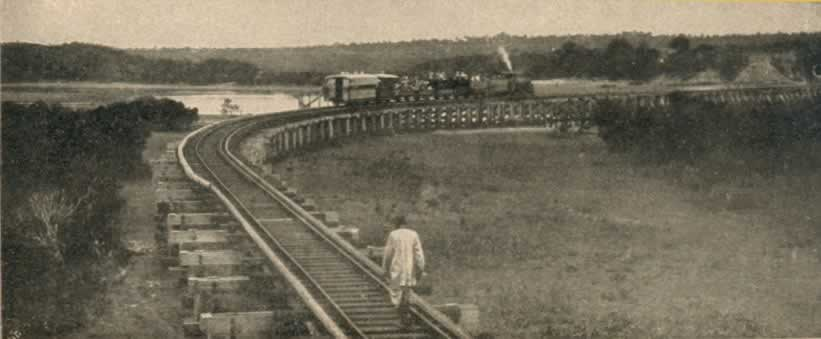
Ferrocarril Kenya-Uganda a prop de Mombasa.

Alguns fòssils trobats a l'est d'Àfrica suggereixen que protohumans van rondar l'àrea de l'actual Kenya més de vint milions d'anys enrere. Troballes recents a la rodalia del llac Turkana indiquen que homínids com Homo habilis i Homo erectus van habitar al territori més de 2,6 milions d'anys enrere.
La història colonial de Kenya comença amb l'establiment d'un protectorat alemany sobre les possessions costaneres del sultà de Zanzíbar el 1885, seguit per l'arribada de la Companyia Britànica de l'Àfrica Oriental el 1888. La incipient rivalitat imperial va acabar quan Alemanya va atorgar les seves possessions costaneres a Gran Bretanya el 1890, a condició que aquesta respectés el seu domini sobre les seves recentment adquirides possessions a l'actual Tanzània.
A partir de octubre de 1952 i fins a desembre de 1959, Kenya es va mantenir sota un estat d'emergència com a conseqüència d'una rebel·lió en contra del domini britànic. Les primeres eleccions directes d'africans per al Consell Legislatiu es van dur a terme el 1957. Malgrat les esperances britàniques d'atorgar el comandament de la nació a un grup de líders africans "moderats", va ser la Kenya African National Union (KANU, Unió Nacional Africana de Kenya) de Jomo Kenyatta la força política que va formar el primer Govern després de la independència de Kenya el 12 de desembre de 1963. Kenyatta es va convertir en el màxim dirigent del país al principi com a primer ministre i, a partir de 1964, quan Kenya es va convertir en república, com a primer president de la República.
Després de la mort de Kenyatta el 1978, Daniel Arap Moi el va succeir en la presidència. Després d'un intent fallit de cop d'Estat el 1982, Moi va prohibir els partits de l'oposició i va declarar un règim de partit únic. Les pressions internacionals van portar al restabliment d'una democràcia multipartidista el 1991. Moi va guanyar les eleccions presidencials de 1992 i 1997. L'any 2002, Moi no es podia presentar a les eleccions a causa de la limitació de mandats establerta per la Constitució, i va recolzar al seu successor Uhuru Kenyatta, fill de Jomo Kenyatta. La National Rainbow Coalition (Narc, Coalició Nacional de l'Arc de Sant Martí), que agrupava nombrosos partits de l'oposició, liderada pel veterà polític Mwai Kibaki, va guanyar les eleccions. Kibaki es va convertir així en el tercer president de Kenya.
L'etapa en el poder de Kibaki ha estat entelada pels escàndols de corrupció i pels violents enfrontaments deguts al projecte de nova Constitució promogut pel president Kibaki, que va ser rebutjat en referèndum el 21 de novembre de 2005. Aquest rebuig al projecte d'una nova constitució que hauria concedit amplis poders al president, ha estat vist com un vot de càstig al propi Kibaki i l'oposició ha reclamat la convocatòria d'eleccions anticipades.

### Independència

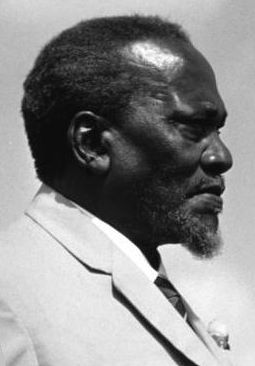
El primer president i pare fundador de Kenya, Jomo Kenyatta.

Malgrat els temors dels colons blancs, el govern de Kenyatta va resultar moderat, prooccidental i progressista. Encara que Kenya, cap a la fi de la dècada dels seixanta era, de fet, un Estat de partit únic, es va permetre una considerable llibertat dins del partit, i el govern poques vegades va abusar en les seves actuacions. La redistribució de la terra (encara que es va fer en favor dels kikuiu) va tranquil·litzar molt la reivindicació dels dirigents tradicionals.
Kenya es va convertir en república en el 12 de desembre de 1964, sent Kenyatta el seu primer president. Va procurar mantenir unes cordials relacions amb els països veïns encara que això va ser difícil a vegades, especialment amb el règim de Idi Amin Dada a Uganda. En 1967 es va crear la Comunitat Africana Oriental, una unió econòmica dels tres països, considerada com un primer pas per a la unificació política; aquesta intenció va desaparèixer progressivament, encara que al començament de la dècada dels vuitanta els membres de l'antiga comunitat van considerar-ne el restabliment.
La política moderada i estable del Govern de Kenyatta va atreure un gran nombre d'inversors estrangers; es va establir una àrea industrial nova prop de Thika, i es va modernitzar la zona central de Nairobi. La indústria del turisme, fonamentada en les grans reserves nacionals de fauna salvatge, es va expandir ràpidament per convertir-se en la font més important d'entrada de divises. Kenyatta va ser reconegut a l'hora de la seva mort en 1978 com Mzee, (el Vell Bruixot), no només pel seu poble mateix sinó per una àmplia sèrie de dirigents mundials.
Els temors davant una possible guerra civil entre els grups luo i kikuiu després de la mort de Kenyatta van resultar infundats i el seu successor, Daniel Arap Moi, membre de la tribu kalenjin, al principi va mantenir la moderació política i econòmica del seu antecessor. Tanmateix, el juny de 1982, va convertir oficialment Kenya en un Estat de partit únic. Dos mesos més tard, les tropes lleials van aixafar un intent de cop d'Estat per part de mil membres de la Força Aèria i estudiants universitaris.
Segons avançava la dècada dels vuitanta, el Govern es va enfrontar a un corrent creixent de crítiques des de dins i fora del país. Molts dels dirigents crítics de Moi van ser empresonats. A la fi de 1991 les principals institucions financeres internacionals i diversos governs occidentals van suspendre'n l'ajuda econòmica, com una forma de forçar el Govern de Moi a fer reformes polítiques i econòmiques.
Els partits de l'oposició van ser legalitzats més tard i el 26 de desembre de 1992 es van celebrar les primeres eleccions multipartidistes de Kenya. Moi i el Kanu van ser reelegits amb una còmoda majoria. Amb tot, l'elecció (en la qual totes les parts capitalitzaven les fidelitats tribals) va provocar un torrent de violència ètnica, principalment dirigida contra els kikuiu en el poder, desenes de milers de persones van ser desplaçades de les llars i centenars assassinats cap a la meitat de la dècada.
Al mateix temps, el Govern va continuar fustigant els grups de l'oposició i es van introduir dures reformes econòmiques davant la insistència de les organitzacions financeres internacionals dirigides a lluitar contra la corrupció, però van provocar una inflació vertiginosa, l'increment de la desocupació i severes restriccions en els serveis públics.

### Kenya en l'actualitat

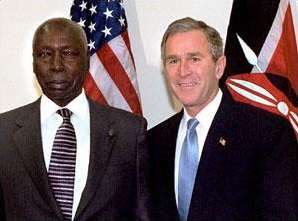
Daniel Arap Moi, segon president del país, amb George W. Bush.

L'agost de 1997 van esclatar de nou greus conflictes de caràcter ètnic al país, i al novembre el president Moi va dissoldre el Parlament com a pas previ a la celebració d'eleccions un mes després, data en la qual concloïa el seu mandat quinquennal, després de dues dècades en el poder.
Al setembre d'aquest any el president havia pactat amb alguns sectors de l'oposició, després de les marxes i manifestacions en demanda d'una major democratització del país, certes reformes constitucionals mitjançant les quals quedaven derogades diverses disposicions d'època colonial que prohibien la participació electoral dels grups opositors. Aquests grups es van presentar dividits als comicis, per la qual cosa Moi va ser reelegit president al desembre.
Les eleccions presidencials i legislatives celebrades el 27 de desembre de 2002 van marcar la fi de l'hegemonia de Moi i del seu partit. En les presidencials, Emilio Mwai Kibaki, presentat per l'opositora Coalició Nacional Arc de Sant Martí (Narc), va aconseguir el 62,3% dels vots i es va imposar al candidat del Kamu, Uhuru Kenyatta, fill del primer president del país, qui va aconseguir el 31,3%. A més, la Narc tindria majoria absoluta en la nova Assemblea Nacional gràcies a les seves 132 diputats. Tres dies després, Kibaki va succeir de forma oficial a Moi en la presidència.
En un referèndum celebrat el 21 de novembre de 2005, els ciutadans van rebutjar l'esborrany d'una nova Constitució que havia estat motiu de greus enfrontaments fins a en el si del propi govern. L'endemà passat, el president, que havia recolzat el projecte constitucional (mentre que reforçava els poders del cap de l'Estat), va dissoldre el govern, varis dels integrants dels quals s'havien oposat a l'aprovació d'aquesta nova Carta Magna.
En els comicis desenvolupats el 27 de desembre de 2007, Kibaki va obtenir la reelecció en recaptar el 47% dels sufragis, pel 44% de Raila Odinga i el 9% de Kalonzo Musyoka. El triomf de Kibaki, esquitxat d'acusacions de frau, va generar greus disturbis i enfrontaments entre grups afins al president (principalment vinculats a l'ètnia kikuyu) i opositors a l'oficialisme (pertanyents, com Odinga, al grup ètnic luo).
La crisi (que havia desencadenat una autèntica tragèdia: aproximadament 1.500 persones mortes i gairebé mig milió de desplaçades) solament va semblar arribar a la seva fi després que, el febrer de 2008, Kibaki i Odinga aconseguissin un acord per establir un govern de coalició en el qual el càrrec de primer ministre (abolit des de 1964) seria per al líder del partit amb major representació parlamentària, en aquest cas, el Moviment Democràtic Taronja de Odinga, el qual es va convertir en cap del gabinet el següent mes d'abril.
A partir de 2012 van augmentar les accions de milícies islamistes en el nord, en les accions del qual estaven recolzades des de Somàlia, entre altres per la milícia Al-Shabbaab. L'incident més greu va ser el sagnant assalt al centre comercial Westgate en afectar la capital Nairobi. Durant el 2014 els atacs es van incrementar, augmentant el nombre de víctimes
El 26 d'octubre de 2016 va haver-hi un atemptat terrorista perpetrat per la banda terrorista Al-Shabbaab cap a un hotel proper a la frontera amb Somàlia mitjançant una explosió de cotxe bomba.

## Govern i política

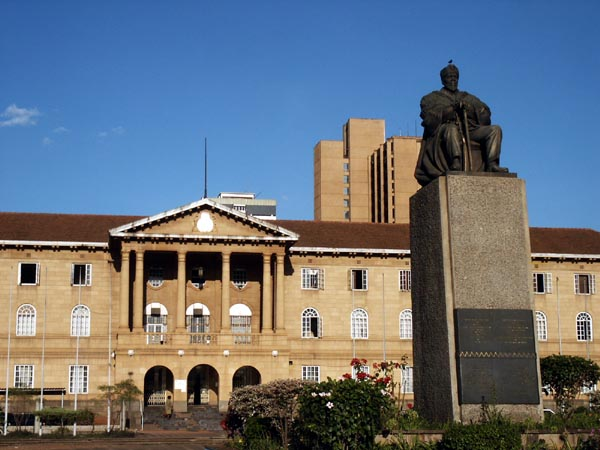
Edifici del Tribunal Suprem amb l'estàtua de Jomo Kenyatta en primer pla.

Kenya és una república unitària multipartidista dins l'àmbit del Commonwealth. Segons la Constitució del 1963 (esmenada nou vegades fins al 2001), el cap d'estat i de govern és el president, el qual, dotat d'amplis poders, és elegit cada cinc anys per sufragi universal directe i nomena el govern. El poder legislatiu consta d'un parlament unicameral (Assemblea Nacional o Bunge) de 224 membres, elegits per sufragi universal per un període de cinc anys, llevat de 12 membres directament designats pel president. Kenya és membre de l'ONU, de l'OUA (des del 2002, Unió Africana) i del Commonwealth, a més d'altres organitzacions. Del 1982 al 1992, la Kenya African National Union (KANU) fou l'únic partit autoritzat.
Des de la constitució de 1991, el país es regeix per un sistema de democràcia multipartidista. Malgrat això, l'antic partit únic, la Kenya African National Union (KANU, Unió Nacional Africana de Kenya), va continuar sent el partit majoritari sota la direcció de Daniel Arap Moi fins a les eleccions presidencials de 2002, en les quals una àmplia coalició de forces de l'oposició, sota la direcció de Mwai Kibaki, va derrotar a la KANU. El govern del president Kibaki va prometre la redacció d'una nova constitució que limitaria els poders del president. El debat sobre la nova constitució va desencadenar tensions entre els membres de la coalició, i disturbis violents al país entre els anys 2004 i 2005. El projecte final de nova constitució va ser rebutjat en referèndum el 21 de novembre de 2005. Aquest resultat ha portat a l'oposició política a demanar la dimissió del president Kibaki i a exigir la convocatòria d'eleccions anticipades.

### Incidents després de les eleccions de 2007
Les últimes eleccions generals es van celebrar el 27 de desembre de 2007. El president Kibaki, del Partit d'Unitat Nacional, competia per la reelecció contra el principal partit de l'oposició, el Moviment Democràtic Taronja, que tenia com a candidat a Raila Odinga. Al principi del recompte semblava que Odinga tenia un petit però suficient avantatge. No obstant això, segons va anar acabant el recompte, Kibaki va aconseguir reduir l'avantatge i al final imposar-se en les eleccions. Les acusacions de frau en les eleccions (avalades pels observadors europeus) van conduir a protestes als carrers i Odinga es va arribar a proclamar el "President del Poble", al mateix temps que demanava un recompte i la renúncia de Kibaki.
El 18 de juny Odinga va demanar la fi de les manifestacions, al mateix temps que cridava a un boicot econòmic a les empreses properes al president Kibaki i demanava una vaga. El ministre d'economia de Kenya va estimar que el brot de violència ha costat a Kenya 1.000 milions de dòlars.

## Divisions administratives

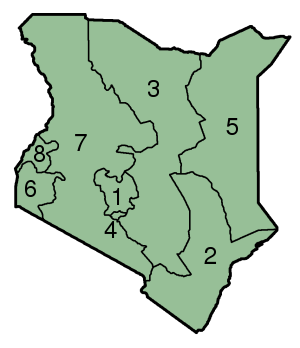
Les províncies de Kenya

Kenya es divideix en vuit províncies. Al capdavant de cadascuna, es troba un comissari provincial nomenat pel president. Les províncies (Mkoa) se subdivideixen en districtes (Wilaya), i aquests en divisions (Tarafa). Cada divisió consta de localitats (Mtaa) i sublocalitats (Kijiji). La zona de Nairobi està dotada amb un estatut especial i no s'inclou en cap districte o província. El govern supervisa l'administració dels districtes i les províncies, que són:
1. Província central
2. Província de la costa
3. Província oriental
4. Província de Nairobi
5. Província del Nord-est
6. Província de Nyanza
7. Província de Rift Valley
8. Província occidental

Vegeu també la llista de districtes de Kenya.

## Geografia

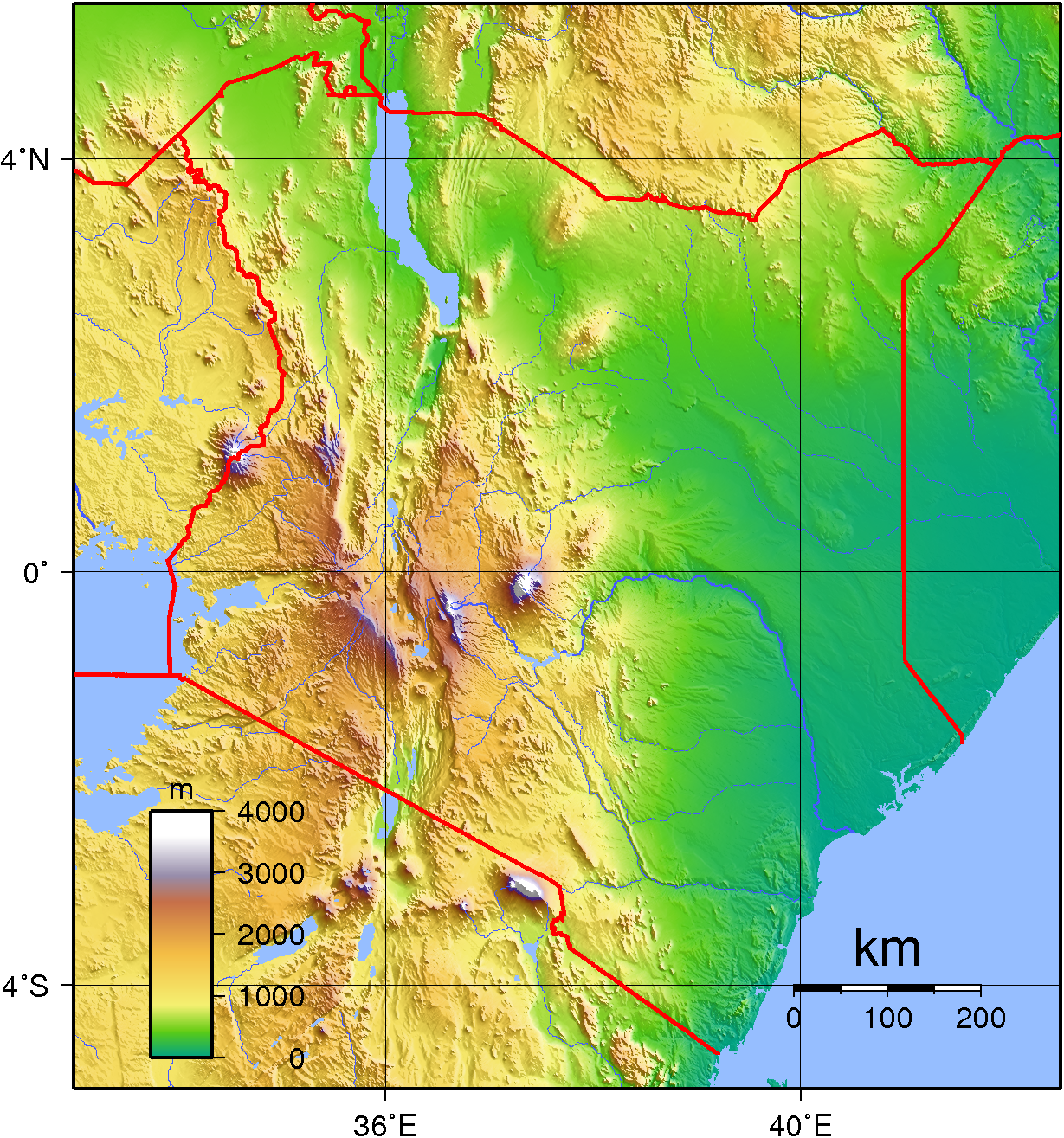
Mapa topogràfic de Kenya.

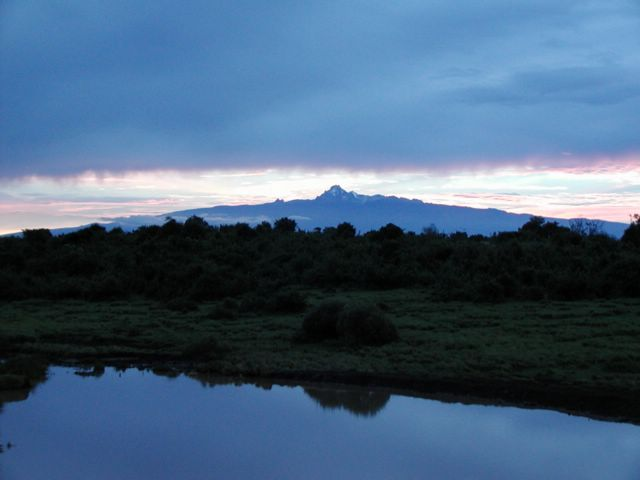
Mont Kenya

Kenya està situada a l'est d'Àfrica, en les costes del oceà Índic. Limita al nord amb Sudan del Sud i Etiòpia, al nord-est amb Somàlia, a l'oest amb Uganda, al sud amb Tanzània i a l'est amb el oceà Índic.
Es distingeixen quatre zones geogràficament diferenciades: l'altiplà central dominat pel vall del Rift que la travessa de nord a sud, des del llac Turkana fins al llac Magadí; l'altiplà occidental, on es troben el llac Victòria, el mont Elgon i els principals Parcs Nacionals de Kenya; el cinturó litoral amb 536 km de costes i la zona semidesèrtica del nord-est del país dominada pel desert de Chalbi.
La superfície total de Kenya és de 580 367 km², i compta amb 536 km de costa en l'Índic. El clima és de tipus tropical en la costa i àrid a l'interior.
El mont Kenya, que dona nom al país, es troba al centre del territori, al nord de Nairobi, i és el cim més alt del país i la segona d'Àfrica, després del Kilimanjaro. Aquest últim està també parcialment a Kenya, si bé el seu cim més alt es troba íntegrament al territori de Tanzània.
La hidrografia està formada principalment pels nombrosos llacs existents (Victoria, Turkana, Baringo, Nakuru, Hannington, etc.). Compte a més amb dos rius importants: el Tana, de 800 km de longitud, i el riu Athi-Galana, de 560 km.
El país comprèn diverses regions: 
- Una zona costanera baixa, relativament estreta i de 420 km de llargada.
- La regió del Rift Valley (part de la gran fossa tectònica africana que s'estén des de la mar Roja fins al llac Malawi), de 50 a 80 km d'amplària, ocupada en part pels llacs Turkana (Rodolf), Baringo, Victòria, Nakuru, Nivasha i Magadi.
- Un altiplà al nord-centre, que puja suaument fins als 2.000 metres i en el qual hi ha el desert de Chalbi.
- Un altre altiplà, a l'oest, separat de l'anterior per la fossa tectònica que s'estén entre els llacs Turkana i Victòria. També, a banda i banda d'aquesta fossa tectònica, s'alcen els cims volcànics dels monts Kenya (5.199 m) i Elgon (4.321 m).

Les diferències climàtiques són considerables, a causa de les diferències de relleu; la major part de les regions situades al nord de l'equador tenen clima càlid i sec, i al sector del llac Turkana la pluviositat és molt escassa; a la meitat sud es diferencien tres zones: la costanera, càlida i humida, la de les terres altes (que concentren la major part de la població), de clima temperat, i la del llac Victòria, típicament tropical. El riu de major cabal és el Tana.
La vegetació és tropical amb extenses sabanes i amb denses galeries de selva humida. A les regions del nord, la sabana es transforma progressivament en un espinar àrid. A les altes muntanyes hi ha selva densa; més amunt, grans extensions de bosc de bruc boal i, després, una vegetació especial d'ermot, amb predomini de plantes herbàcies.
Destaca la reserva nacional Masai Mara al sud-oest del país, a la regió del Serengeti.

## Clima
El clima de Kenya és tropical. És calent i humit a la costa i a l'interior, i molt sec i temperat en les parts del nord i nord-est.
| Ciutat  | Ciutat                       | Elevació (m) | Màx (°C) | Min (°C) |
| ------- | ---------------------------- | ------------ | -------- | -------- |
| Mombasa | Capital prov. Costa          | 17           | 30,3     | 22,4     |
| Nairobi | Capital del país             | 1.661        | 25,2     | 13,6     |
| Eldoret | Ciutat de la prov. R. Valley | 3.085        | 23,6     | 9,5      |
| Lodwar  | Ciutat de la prov. R. Valley | 506          | 34,8     | 23,7     |
| Mandera | Ciutat de la prov. Nord-est  | 506          | 34,8     | 25,7     |

El país rep molta insolació durant tot l'any, i les robes d'estiu s'utilitzen tot l'any. Tot i això, les temperatures són fresques a la nit i temperades al matí.
L'estació llarga de la pluja és des d'abril al juny. L'estació curta de la pluja és des d'octubre fins al desembre. La pluja sol caure a la tarda. El període més calent és a partir del febrer, i el més fred de juliol a agost.
Els animals en solen migrar entre juny i setembre.

## Economia

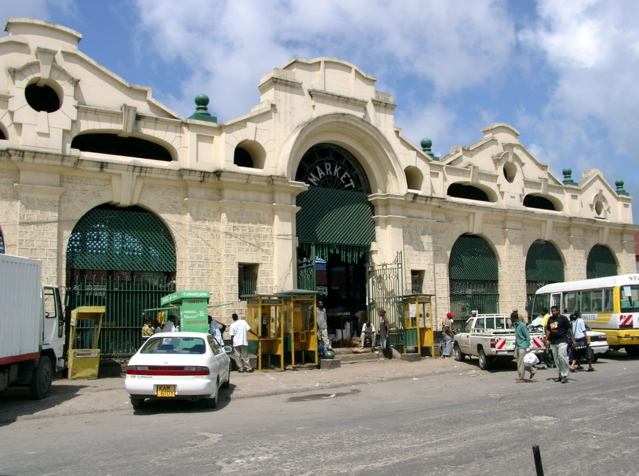
Mercat a Mombasa.

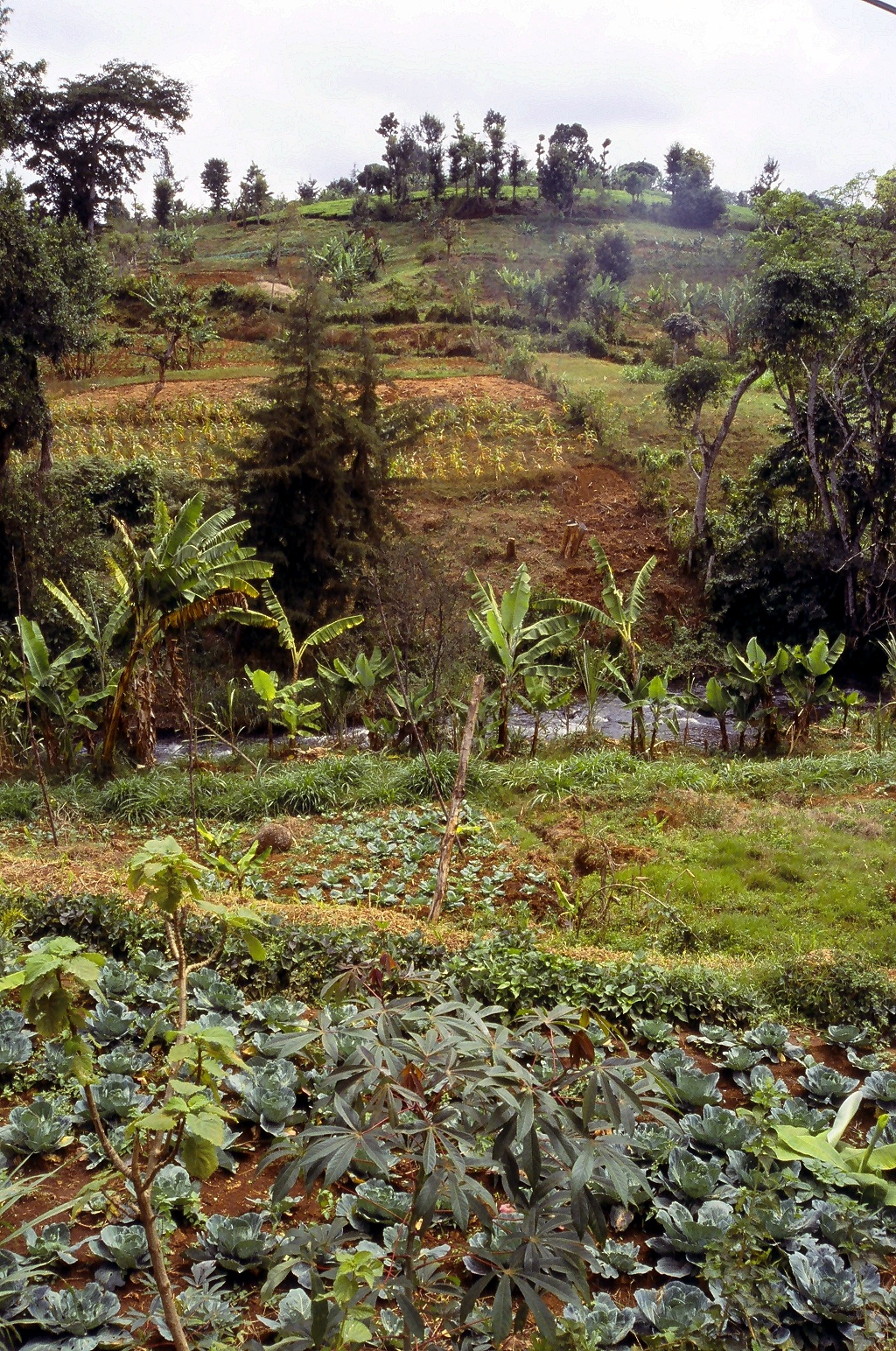
Cultius en els vessants del Mont Kenya.

El turisme és la principal font d'ingressos, encara que té la indústria més diversificada d'Àfrica oriental. En cultius (30% del PIB) es destaquen el cafè i el te. El principal port del país és Mombasa.
La Unió Europea és el principal soci comercial de Kenya.
Segons els estudis sobre el IDH del 2006 era el país on hi ha menor diferenciació de salari entre sexes (0,83).

### Energia
La major part del subministrament d'electricitat de Kenya prové de centrals hidroelèctriques en les preses al llarg de la part alta del riu Tana, així com de la gola Turkwel en l'oest.
Una planta a petroli en la costa, les instal·lacions geotèrmiques en Olkaria (prop de Nairobi), i l'electricitat importats d'Uganda, compleixen la resta de la demanda. La capacitat elèctrica de Kenya va arribar a 1.142 megavats a l'any entre 2001 i 2003.
L'empresa estatal Kenya Electricity Generating Company (KenGen), establerta en 1997 sota el nom de Kenya Power Company, s'encarrega de la generació d'electricitat, mentre que Kenya Power and Lighting Company (KPLC), que està en vies de privatització, s'ocupa de la transmissió i distribució.
El dèficit d'electricitat es produeix periòdicament, a causa de les sequeres que redueixen el flux dels rius per les hidroelèctriques. Per arribar a disposar de l'energia suficient, Kenya té planejada la creació d'una central nuclear per a l'any 2020.
Malgrat diverses dècades d'exploració, encara no s'ha trobat reserves d'hidrocarburs a Kenya. Kenya importa actualment tots els seus requeriments de petroli. Els comptes de petroli ascendeixen al 25% de la factura de les importacions nacionals.

### Turisme

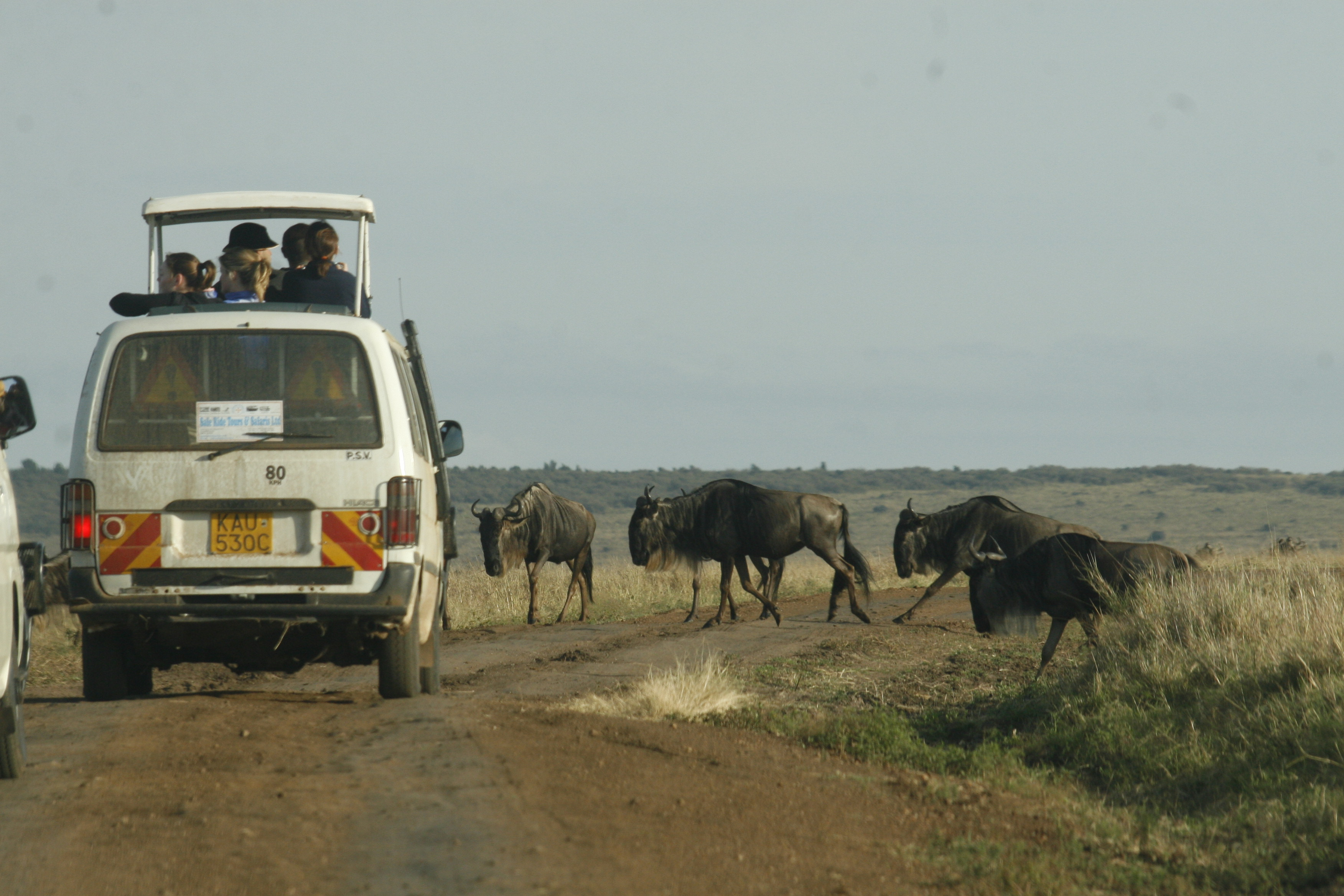
Turistes de safari a Kenya.

El sector de serveis, que aporta aproximadament el 63% del PIB, està dominat principalment pel turisme. Est ha mostrat un creixement constant durant gairebé tots els anys des de la independència, arribant a ser durant la dècada de 1980 la principal font de divises per al país.
Els turistes, principalment britànics i alemanys, són atrets per les platges i les zones de reserves de caça, en particular, pel Parc Nacional de Tsavo (20.808 quilòmetres quadrats) en el sud-est del país, el qual, compta amb moltes espècies representatives del continent com el són el elefant, la zebra, el lleó, entre altres grans mamífers i espècies africanes, que aporten al turisme local. Aquest turisme ha ajudat en la recuperació econòmica que ha sofert el país durant els últims anys.
El turisme és actualment la major font de divises estrangeres de Kenya, seguit per les flors, el te i el cafè. En 2006 el turisme va generar 803 milions de dòlars en contrast als 699 milions de dòlars de l'any anterior.

### Indústria i manufactura
A pesar que Kenya és el país més desenvolupat industrialment de la regió oriental d'Àfrica, el sector segueix representant només el 14% de Producte Intern Brut (PIB).
L'activitat industrial, concentrada entorn dels tres principals centres urbans: Nairobi, Mombasa i Kisumu, està dominada per les indústries alimentària com la molta de cereals, la producció de cervesa i el processament de canya de sucre, a més de la fabricació de béns de consum, com per exemple, vehicles.
Existeix a més un ràpid creixement en la indústria dedicada a la producció de ciment. Kenya té una refineria de petroli que processa el petroli importat per a la creació de productes destinats al mercat domèstic.

## Demografia
La població es concentra sobretot al sud-est (on la mitjana és de 250 h/km², i arriba a 2.450 h/km² a la província de Nairobi). Gairebé s'ha triplicat en trenta anys (10.942.705 habitants el 1969, 19.536.300 el 1984 i 28.686.607 el 1999), conseqüència del molt elevat índex de natalitat (55‰ anual el 1980-85), que ha tendit, però, a reduir-se considerablement (29,4‰ l'any 2000). La mortalitat és elevada (14‰; mitjana mundial: 9‰), agreujada per l'alta incidència de la sida (l'any 2000 hom calculava que gairebé el 8% de la població estava infectada), que també redueix l'esperança de vida (48 anys el 2000). La població és rural en el 67% (2000), però, com en altres estats d'Àfrica, la urbanització té una clara tendència a augmentar (el 1979 era del 13%).
A més de la capital, Nairobi, altres ciutats importants en són Nakuru i Kisumu, al Rift Valley, i sobretot Mombasa, a la costa, principal port del país. La població de Kenya, africana en el 98,5%, pertany a tres grups lingüístics diferents: bantu, afroasiàtic i niloticosaharià. Són de llengua bantu els luhyas (12,4%), els kambes (9,8%) i els kikuius (17%); els massais, els turkanes, els suks i els nandis pertanyen al grup niloticosaharià; i els somalis, boranes i ormes són del grup afroasiàtic.

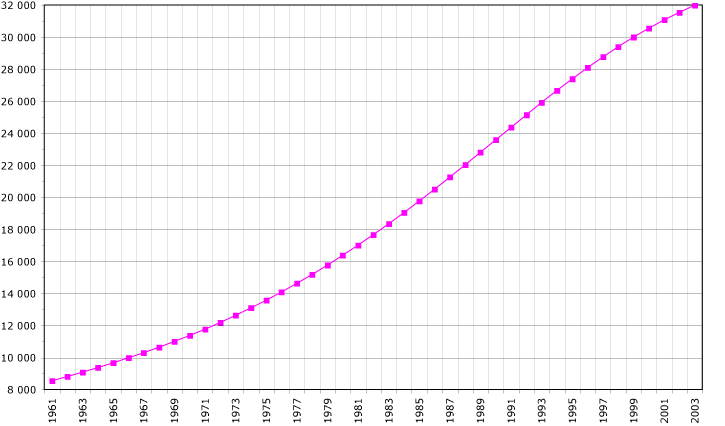
Evolució demogràfica entre 1961 i 2003.

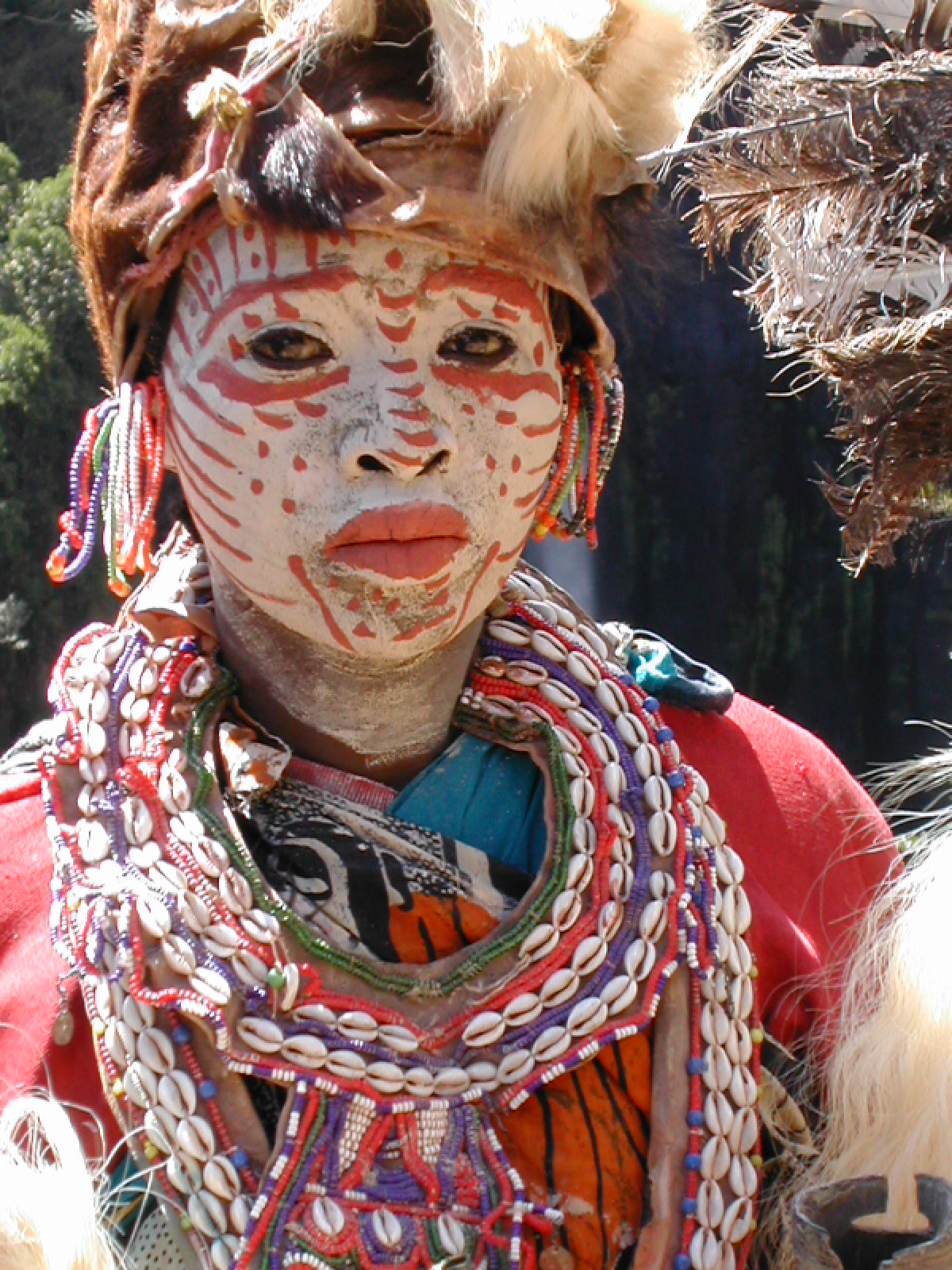
Dona d'ètnia kikuiu amb abillament tradicional.

A l'any 2007, Kenya té una població de 36.913.721 habitants. Els idiomes oficials són l'anglès i el suahili. L'esperança de vida és de 55 anys. La mitjana de fills per dona és de 4,82. El 85,1% de la població està alfabetitzada.
Kenya és un país de gran diversitat ètnica. La tensió entre les diferents ètnies ha estat una de les principals fonts de conflictes al país. Al començament dels anys 1990, disturbis interètnics van provocar la mort de milers de persones i van deixar a desenes de milers sense llar. Va ser precisament aquesta divisió ètnica la que va permetre a l'antic president Daniel Arap Moi, en el poder de 1978 a 2002, mantenir-se governant durant quatre mandats consecutius.
Els grups ètnics són kĩkũiũ 22%, Luhya 14%, Luo 13%, Kalenjin 15%, Kamba 11%, Kisii 6%, Meru 6%, altres grups africans 12%, no africans (asiàtics, europeus i àrabs) 1%
Evolució demogràfica
- 1890- 1 milió.
- 1900- 1,4 milions.
- 1910- 1,8 milions.
- 1920- 2,5 milions.
- 1930- 3,4 milions.
- 1940- 4,6 milions.
- 1950- 6,3 milions.
- 1960- 8,1 milions.
- 1970- 11,5 milions.
- 1980- 16,6 milions.
- 1990- 24,4 milions.
- 2000- 30 milions.

## Esports

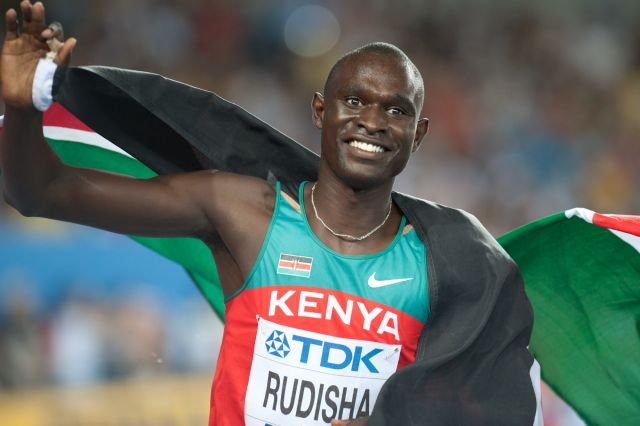
El campió olímpic i plusmarquista mundial dels 800 metres, David Rudisha.

L'esport de Kenya és reconegut mundialment pel seu domini en les proves atlètiques de fons, en les quals Kenya ha produït campions dels Jocs Olímpics i dels Jocs de la Mancomunitat en les distàncies de 800 m, 1.500 m, 3.000 m obstacles, 5.000 m, 10.000 m i en les proves de marató.
Els atletes keniates mantenen una mica el domini avui dia, a causa dels progressos del Marroc i Etiòpia. Entre els atletes keniates més destacats podem esmentar a Catherine Ndereba, qui va guanyar quatre vegades la marató de Boston; a Paul Tergat, antic posseïdor de la millor marca mundial en la prova de marató i a John Ngugi, cinc vegades campió del món de cross i campió olímpic a Seül 1988.
El ciclista britànic Chris Froome és natiu de Kenya, i fins a l'any 2008 va representar al país. La millor participació de Kenya en els Jocs Olímpics va ser a Pequín 2008.

## Cultura

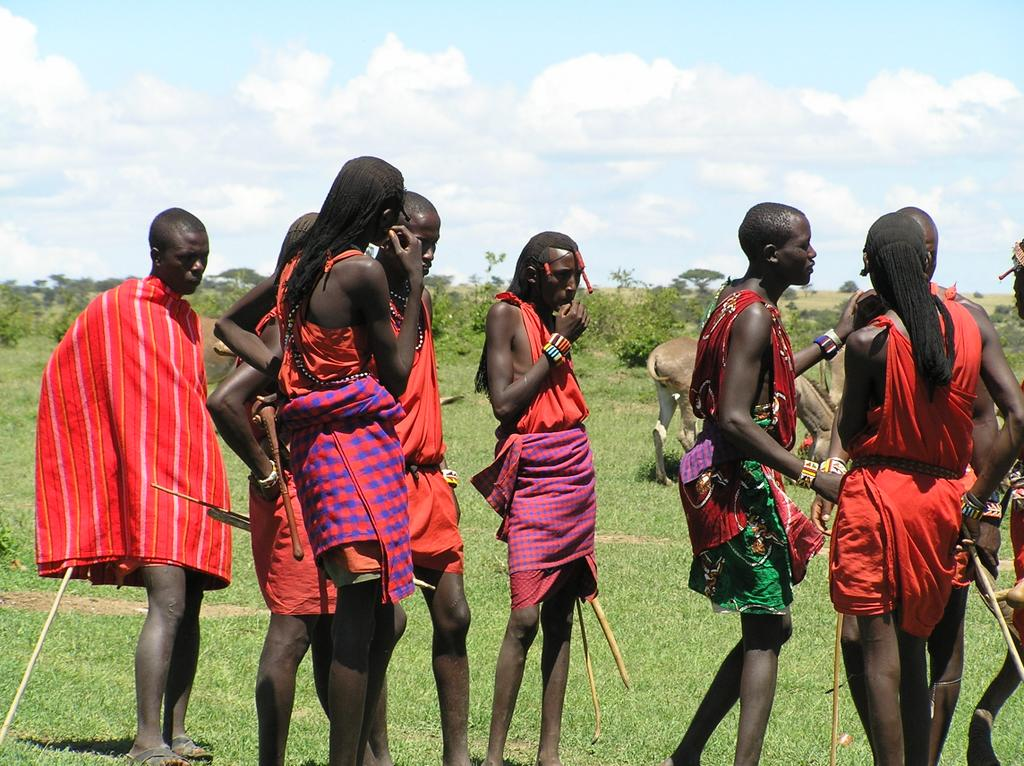
Guerrers massais.

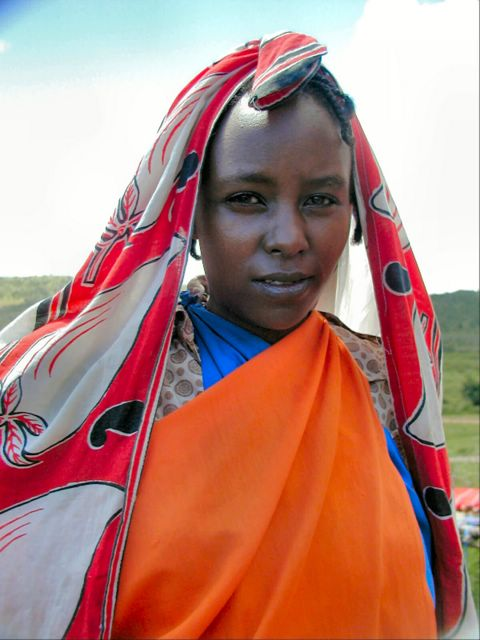
Dona amb vestimenta tradicional kenyana.

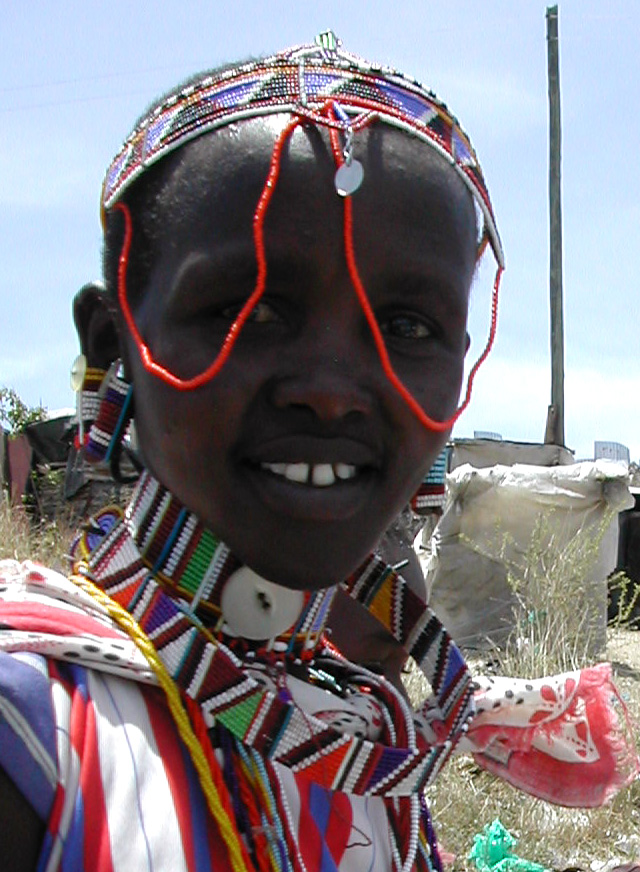
Dona massai amb tocat i vestit tradicional.

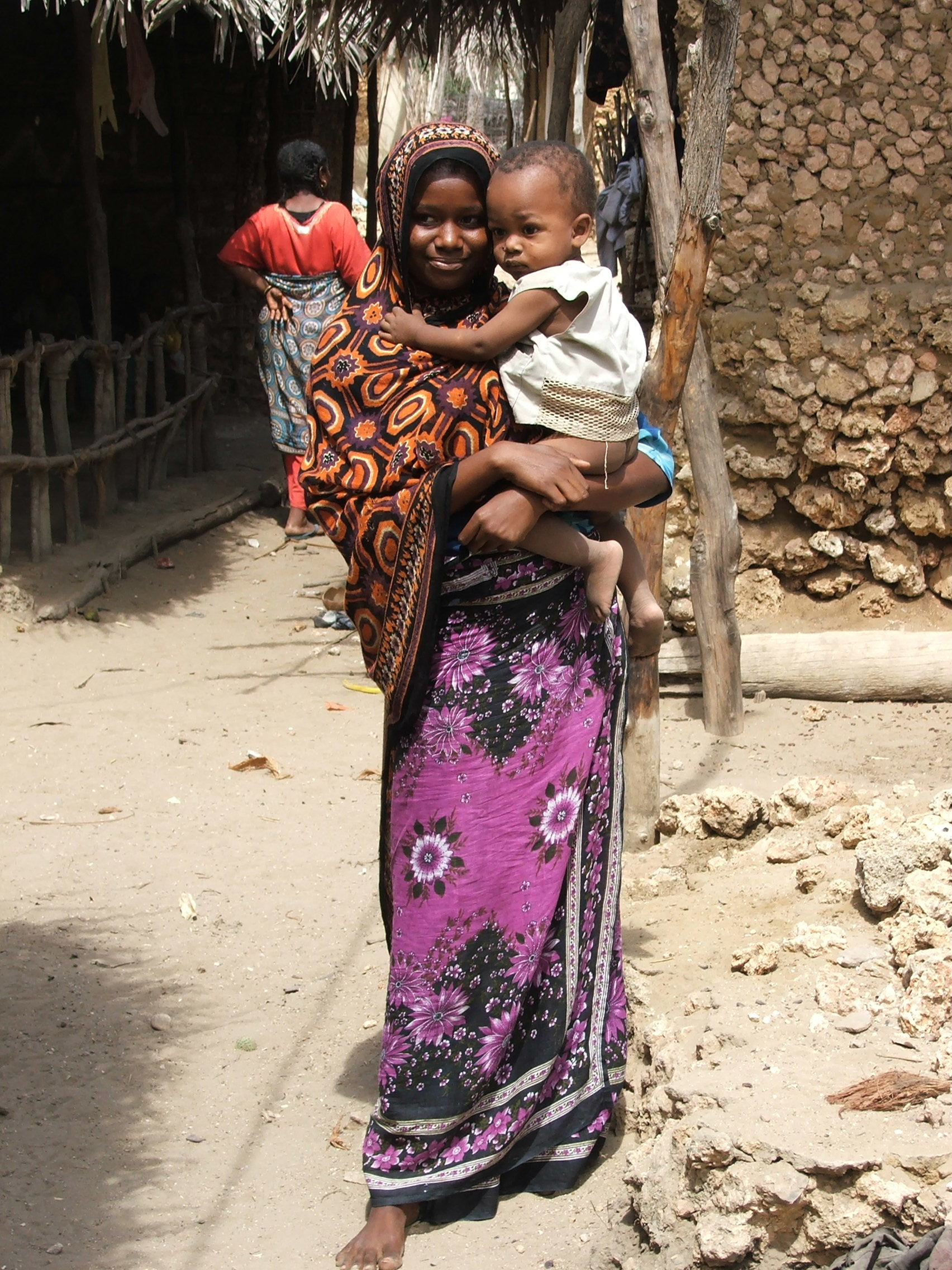
Dona vestida amb una kanga a Siyu, a l'illa Pate, al nord de Kenya.

La cultura de Kenya es caracteritza per les seves múltiples arrels, producte principalment de la diversitat de pobles originaris que conformen el país. Al llarg de la costa de Kenya, predomina el poble suahili. En el nord, existeixen diverses comunitats de pasturatge, mentre que a les regions del centre i oest del país, s'assenten una altra gamma de grups i pobles diferents. Tot això resulta en l'absència d'una cultura única i clarament identificable. Existeixen al voltant de 42 grups ètnics a Kenya, cadascun amb una sèrie de diferents patrons culturals, però la majoria d'ells amb pràctiques culturals els punts comuns de les quals s'enllacen amb la similitud de les llengües, la proximitat geogràfica i la proximitat racial.
Els grups ètnics es poden ajuntar en aglomerats majors - basats en les seves similituds culturals i lingüístiques. Existeixen tres grans categories unificadores de llenguatges: els pobles que parlen llengües bantus de la regió costanera, les Terres altes centrals i la regió occidental de Kenya, els nilòtics que principalment es troben a la Gran Vall del Rift i la regió del Llac Victòria i els kushites que està principalment compost de pastors i nòmades a la regió seca del nord-est del país. Aquests aglomerats s'assenten en una zona molt àmplia que no solament abasta Kenya, sinó també la zona est, central i sud d'Àfrica en el seu conjunt.
La cultura de Kenya és molt diversa, donades les enormes diferències entre els diferents grups ètnics que conviuen al país. La influència de la colonització britànica es manifesta sobretot en l'ús estès de la llengua anglesa en els àmbits tant comercial com cultural. De fet, a diferència de la veïna Tanzània, la majoria dels keniates que tenen al suahili com a llengua materna, parlen també amb fluïdesa l'anglès.
La major part de la literatura kenyana està escrita en anglès, si bé alguns autors, com Rocha Chimera, han fet del suahili la seva llengua literària. Ngugi wa Thiongo va començar escrivint en anglès, però en l'actualitat escriu principalment en kikuyu. Altres escriptors importants, en anglès, són Meja Mwangi, M. G. Vassanji, Grace Ogot, Wahome Muthahi i Binyavanga Wainana, guanyador del premi Caine de l'any 2002.
Ostenta tenir la tomba de Robert Baden-Powell, fundador de l'escoltisme mundial.

### Música
La música de Kenya comprèn un vast panorama de gèneres de música tradicional associables a les nombroses ètnies del país, però també moltes formes de música pop, entre les quals destaca el benga.

#### Música tradicional
Cadascuna de les nombrosíssimes ètnies de Kenya té la seva pròpia tradició musical. L'occidentalització de Kenya i la difusió de gèneres populars importats (sobretot el gospel) ha contribuït en declinar d'aquestes tradicions, que avui estan representades sobretot a les zones rurals i en pobles tradicionalment més aïllats, com els mijikenda o els turkana.
En general, la música tradicional kenyana emfatitza les percussions, usades sovint en ensemble que donen lloc a ritmes i poliritmes complexos. A la rítmica s'acompanyen sovint cants estructurats, en els quals el cor i els solistes interactuen seguint una varietat d'esquemes recurrents; aquests van del difundidíssim crida i resposta (comuna també a la música centreafricana i d'Àfrica oriental) a solucions més elaborades, igual que les "competicions" de solistes dels massais o el pakruok dels Luo, en les quals a la meitat de la cançó la música disminueix i es baixa de tonalitat, i els cors deixen el lloc a un solista. La música dels pobles costaners o de les illes, igual que els Taarab, es nodreix de la influència de la música àrab i índia.
Igual que en gran part d'Àfrica, la música kenyana és en general concebuda com a activitat física i està estretament relacionada amb la dansa.

#### Rol social
Igual que ocorre normalment en Àfrica subsahariana, la música tradicional a Kenya és gairebé sempre interpretada com a acompanyament d'esdeveniments o activitats socials (ritus religiosos, cerimònies polítiques, festes, competicions esportives, o també el treball diari). La música luo, per exemple, comprèn una vasta gamma de subgèneres associats a diversos moments de la vida del llogaret: el teo buru es toca en els funerals, el dudu a les festes de la cervesa, el nyawawa en diversos ritus religiosos i durant les pràctiques endevinatòries. Els bajuni, en canvi, són coneguts per les work song amb les quals les dones marquen el ritme del treball en els camps.
Sovint, diversos gèneres de música i de dansa estan reservats a determinades franges d'edats; entre els Akamba, per exemple, els joves es dediquen a una dansa acrobàtica trucada mbeni, i existeixen balls diferents per als adults (per exemple el kilumi) i per als ancians (el kyaa). Els instruments es reserven generalment als homes, però amb algunes excepcions; per exemple, entre els akamba està difós un tipus de tambor que generalment toca una dona posat a cavall sobre la caixa de ressonància.

#### Instruments tradicionals
En la música kenyana predominen les percussions, en particular els tambors típics de les cultures bantú. Bastant difosos són també els cordòfons: els luo, per exemple, tenen el nyatiti (una lira a vuit cordes) i la orutu (un violí); l'instrument típic dels Gusii és un enorme llaüt anomenat okobano; els borana toquen una guitarra anomenada chamonge. Alguns instruments de corda estan realitzats de manera insòlita; els Gusii, per exemple, toquen un instrument la caixa del qual de ressonància està constituïda per un forat en el sòl cobert d'una pell de cabra estirada; la pell està folrada i una corda està fixada a les vores del fòrum, en tensió. Menys importants, però difosos en diverses ètnies, són els instruments de vent, que comprenen diversos tipus de trompes, flauta i trompeta.
En alguns pobles la música és completament o gairebé completament vocal, en particular quan el pes i el volum dels instruments musicals estarien en conflicte amb un estil de vida nòmada o seminòmada. Els massais, per exemple, no tenen cap instrument musical; els complexos cors polifònics compleixen també amb la funció de secció rítmica. També tenen poca importància els instruments pels samburu (que usen només senzills zufoli i un instrument semblant a una guitarra) i els turkana (que usen gairebé exclusivament un instrument de vent realitzat amb una banya de kudú).

### Llengües
Les llengües oficials són el swahili i l'anglès. El SIL Internacional ha enumerat un total de 61 llengües a Kenya, totes vives:
- Àrab omaní: 15.000 parlants a Kenya. Es parla sobretot a la costa.
- Boni: 3.500 parlants a la zona forestal del Districte de Lamu i del riu Tana, a la Província Costanera.
- Borana: 152.000 parlants a la província oriental, als districtes de Marsabit i Isiolo.
- Bukusu: 565.000 parlants a la província occidental.
- Burji: 7.000 parlants a la zona de Moyale.
- Chonyi: 121.000 parlants a la província costanera, al districte de Kilifi.
- Chuka: 70.000 parlants al districte de Meru meridional, a la província oriental.
- Cutchi-swahili: 46.003 parlants a Kenya. També es parla a Tanzània.
- Daasanach: 2.500 parlants al nord-est del llac Turkana, al districte de Marsabit, a la província oriental.
- Dahalo: 400 parlants, a prop de la boca del riu Tana, a la província costanera.
- Digo: 217.000 parlants al districte de Kwale, a la província Costera, al sud de Mombasa. També es parla a Tanzània.
- Duruma: 247.000 parlants al districte de Kale occidental, a la província costanera, al sud de Mombasa, fins a la frontera amb Tanzània.
- El molo: pocs parlants, d'una població ètnica de 400 persones. Viuen al sud-est del llac Turkana, al districte de Marsabit, a la província oriental.
- Embu: 429.000 parlants, al districte d'Embu, a la província oriental.
- Endo: 80.000 parlants a la província de Rift Valley, al districte d'Elgeyo Marakwet.
- Garreh-ajuran: 128.000 parlants als districtes de Mandera i Wajr, a la província del Nord-est.
- Gikuyu: 5.347.000 parlants al centre occidental de Kenya, als districtes de Kiambu, Muran'a, Nyeri i Kirinyaga, a la província central.
- Giryama: 623.000 parlants al nord de Mombasa, als districtes de Kilifi i Kwale, a la província costanera.
- Gujarati: 50.000 parlants a Kenya, sobretot a Nairobi.
- Gusili: 1.582.000 parlants al districte de Kisii, a la província de Nyanza.
- Idakho-isukha-tiriki: 306.000 parlants al districte de Kakamega, a la província occidental.
- Kachchi: 10.000 parlants a Nairobi, Mombasa i a les rutes comercials.
- Kalenjin: 2.458.123 parlants, sobretot als districtes de Nandi, Kericho i Uasin Gishu, a la província de Rift Valley.
- Kamba: 2.448.300 parlants als districtes de Machakos i Kitui, a la província oriental.
- llengua de signes kenyana: uns 2.600 usuaris, d'una població aproximada de 200.000 sords.
- Konkani, goanès: 3.900 parlants a Kenya, sobretot a Nairobi.
- Kuria: 135.000 parlants al districte de Kuria, a la província de Nyanza.
- Logooli: 197.000 parlants al districte de Kakamega, a la província occidental.
- Luo: 3.185.000 parlants a la província de Nyanza. També es parla a Tanzània.
- Luyia: 3.418.083 parlants a la zona del llac Victòria, a la província occidental. També es parla a Uganda.
- Maasai: 453.000 parlants als districtes de Kajiado i Narok, a la província de Rift Valley. També es parla a Tanzània.
- Malakote: 8.000 parlants al nord de Pokomo, al riu Tana. A la província costanera.
- Meru: 1.305.000 parlants al districte de Meru, a la província oriental.
- Mwimbi-muthambi: 70.000 parlants al districte de Meru central, a la província oriental.
- Nubià: 10.000 parlants a la zona de Kibera.
- Nyala oriental: 35.000 parlants a la zona del llac Victòria, a la província occidental.
- Nyore: 120.000 parlants al districte de Kakamega, al golf d'Above Kavirongo, a la província occidental.
- Okiek: hi ha pocs parlants a Kenya, al districte de Nakuru, a la província de Rift Valley.
- Omotik: 50 parlants, d'una població ètnica d'unes 200 persones, al voltant de Lemek, al districte de Narok, a la província de Rift Valley.
- Orma: 55.000 parlants als districtes de Garissa i del riu Tana, a les províncies del Nord-est i costanera.
- Panjabi oriental: 10.000 parlants, sobretot a Nairobi.
- Baix pokomo: 29.000 parlants a la part baixa del riu Tana, al districte del riu Tana, a la província costanera.
- Alt pokomo: 34.000 parlants a la zona baixa del riu Tana, al districte del riu Tana, a la província costanera.
- Pökoot: 264.000 parlants als districtes de Baringo i de Pokot occidental, a la província de Rift Valley.
- Rendille: 32.000 parlants al districte de Marsabit, entre el llac Turkana i el mont Marsabit, a la província oriental.
- Sabaot: 143.000 parlants al districte del mont Elgon, a la província occidental. També a la província de Rift Valley.
- Sagalla: 10.000 parlants al districte de Taita, a la província costanera.
- Samburu: 147.000 parlants al districtes de Samburu i de Baringo, a la província de Rift Valley.
- Sanye: 5.000 parlants a les parts baixes del riu Tana, al districte de Lamu, a la província costanera.
- Somali: 420.354 parlants a la província del Nord-est.
- Subah: 129.000 parlants a l'est del llac Victòria i a les illes Mfangano i Rusinga. També es parla a Tanzània.
- Suahili: 131.000 parlants a Kenya, a la província costanera.
- Taita: 203.389 parlants al districte de Taita, a la província costanera.
- Talai: 38.091 parlants a la província de Rift Valley.
- Taveta: 14.358 parlants al districte de Taita, a la província costanera.
- Teso: 279.000 parlants al districte de Busia, a la província occidental.
- Tharaka: 112.000 parlants als districtes de Meru oriental, d'Embu i de Kitui, a la província oriental.
- Tugen septentrional: 144.000 parlants a l'oest de Kalenjin.
- Turkana: 340.000 parlants als districtes de Turkana, Samburu, Trans-Nzola, Laikipia i Isiolo, a la província de Rift Valley. També es parla a Etiòpia.
- Yaaku: 50 parlants al districte de Laikipia.

A més a més, a Kenya, també es parla àrab hadrami (10.000), hindi i àrab ta'izzi-adeni (10.000).
POBRESA RURAL
Les perspectives de creixement de llarg termini de Kenya es troben entre les més favorables a l'Àfrica Oriental. Sostingut per les seves inversions en infraestructures, la seva ubicació com a centre comercial regional i millores graduals en la governança i la capacitat del sector públic, s'espera que continuï creixent constantment, segons les projeccions del Banc Mundial i el Fons Monetari Internacional. Encara que Kenya està en camí cap al creixement econòmic, no obstant això, l'alleujament de la pobresa continua sent un desafiament. Gairebé la meitat dels 43 milions de persones del país viuen per sota del llindar de pobresa o no poden satisfer les seves necessitats nutricionals diàries.
De fet, Kenya ocupa el cinquè lloc entre 187 països en l'Índex de desenvolupament humà del Programa de les Nacions Unides per al Desenvolupament, que mesura el desenvolupament en termes d'esperança de vida, assoliment educatiu i nivells de vida.
Més de tres quartes parts de la població viu a les zones rurals, i les famílies rurals es basen en l'agricultura per la major part dels seus ingressos. L'economia rural, al seu torn, depèn principalment de l'agricultura minoritària, que produeix la major part de la producció agrícola de Kenya. Prop del 70 per cent dels pobres es troben a les regions central i occidental, que viuen en zones que tenen un potencial mitjà o alt per a l'agricultura. La pobresa i la inseguretat alimentària són aguts a les terres àrides i semiàrides del país, que han estat severament afectades per les sequeres recurrents.
Kenya també té una de les taxes de creixement més elevades del món. La població s'ha triplicat en els darrers 35 anys, augmentant la pressió sobre els recursos del país i deixant als joves especialment vulnerables a la pobresa. Les dones rurals també són vulnerables, perquè no tenen accés igual a actius socials i econòmics; l'agricultura de subsistència és la principal font de subsistència per a la majoria d'aquestes dones. Tanmateix, les dones i els joves tenen un gran potencial per contribuir al desenvolupament econòmic i al progrés social si són capaços de complir el seu potencial.
La pobresa rural a Kenya també està fortament relacionada amb les preocupacions ambientals, especialment la mala gestió de l'aigua, l'erosió del sòl, la disminució de la fertilitat del sòl i la degradació del sòl. El canvi climàtic, que és un dels principals reptes a què s'enfronta l'economia kenyana, podria minar la base de recursos i contribuir a la disminució dels rendiments agrícoles. Les sequeres i les inundacions han augmentat en freqüència i intensitat durant l'última dècada. La sequera severa es va produir el 2010 i el 2011, amb 4 milions de persones que necessiten assistència alimentària.